# Китаб аль-фихрист
«Китаб аль-фихрист», «аль-Фихрист» (араб. الفهرست‎ — «Указатель»; полное название: араб. الفهرست في أخبار العلماء المصنفين من القدماء والمحدثين وأسماء كتبهم‎, «Каталог сведений о классифицированных учёных, как древних, так и современных, и названия их книг») — труд багдадского книготорговца Ибн ан-Надима, завершённый в 987—988 годах. Книга представляет собой сведения о литературе на арабском языке первых четырёх веков ислама, включая переводы произведений иноземных авторов. Ибн ан-Надим сообщает о книголюбах своего времени и их библиотеках, а также об истории книги и письменности.
«Аль-Фихрист» разбит на следующие главы со списком книг:
1. Священные тексты мусульман, евреев и христиан, с акцентом на Коране и хадисах.
2. Работы по грамматике и филологии.
3. Книги по истории и генеалогии.
4. Книги о поэзии.
5. Книги о каламе.
6. Книги права (фикха) и традиций.
7. Книги философии и «древней науки».
8. Коллекции легенд, сказок, практической магии и т. д.
9. Книги, относящиеся к доктринам монотеистических верований (манихеев, индуистской, буддийской и китайской).
10. Алхимия.

Географический охват материала в «Фихристе» в значительной мере определяется тем, что автор провёл большую часть своей жизни в Багдаде и был тесно связан с его книжным рынком.
Труд ан-Надима положил начало целому жанру биобиблиографической литературы на арабском и персидском. Разбиение на десять глав стало каноническим. Арабизированный вариант, снабжённый списками-каталогами, назывался фахраса (пример — «Фахраса» Абу Бакра ибн Хайра, XII век). В арабоязычном труде турецкого учёного XVII века Кятиба Челеби «Раскрытие ошибок в названиях книг и отраслей наук» дан библиографический анализ 1450 книг.

## Славянская надпись
В 1835 году в Академии наук в Санкт-Петербурге известным арабистом Христианом Френом был прочитан доклад о загадочной докириллической русской надписи, найденной в «Китаб аль-фихрист». Копия надписи была прислана Френу переводчиком «Аль-Фихриста» на немецкий язык арабистом Густавом Флюгелем.